# Beaver (Iowa)
Beaver és una població dels Estats Units a l'estat d'Iowa. Segons el cens del 2000 tenia 53 habitants.

## Demografia
Segons el cens del 2000, Beaver tenia 53 habitants, 21 habitatges, i 14 famílies. La densitat de població era de 78,7 habitants per km².
Dels 21 habitatges en un 28,6% hi vivien nens de menys de 18 anys, en un 61,9% hi vivien parelles casades, en un 9,5% dones solteres, i en un 28,6% no eren unitats familiars. En el 23,8% dels habitatges hi vivien persones soles el 9,5% de les quals corresponia a persones de 65 anys o més que vivien soles. El nombre mitjà de persones vivint en cada habitatge era de 2,52 i el nombre mitjà de persones que vivien en cada família era de 3.
Per edats la població es repartia de la següent manera: un 26,4% tenia menys de 18 anys, un 3,8% entre 18 i 24, un 24,5% entre 25 i 44, un 30,2% de 45 a 60 i un 15,1% 65 anys o més.
L'edat mediana era de 43 anys. Per cada 100 dones de 18 o més anys hi havia 62,5 homes.
La renda mediana per habitatge era de 30.625 $ i la renda mediana per família de 31.875 $. Els homes tenien una renda mediana de 26.250 $ mentre que les dones 25.625 $. La renda per capita de la població era de 13.020 $. Cap de les famílies i l'1,8% de la població estaven per davall del llindar de pobresa.

## Poblacions més properes
El següent diagrama mostra les poblacions més properes.